# Hyllus minahassae
Hyllus minahassae är en spindelart som beskrevs av Anna Maria Sibylla Merian 1911. Hyllus minahassae ingår i släktet Hyllus och familjen hoppspindlar. Inga underarter finns listade i Catalogue of Life.